# AEW Women’s World Championship
Die AEW Women’s World Championship ist die Weltmeisterschaft der Damen der US-amerikanischen Wrestling-Promotion All Elite Wrestling. Der Titel wird nur an Einzelwrestlerinnen des AEW-Rosters vergeben. Wie im Wrestling allgemein üblich erfolgt die Vergabe nach einer zuvor bestimmten Storyline.

## Geschichte
Am 18. Juni 2019 gab AEW-CEO Tony Khan im Podcast von Steve Austin bekannt, sowohl einen Einzel-, als auch einen Tag-Team-Titel für Damen einzuführen, wobei zunächst nur der Fokus auf der Einführung des Einzeltitels liege. Tags darauf kündigte Chief Branding Officer Brandi Rhodes auf YouTube an, das Titeldesign bei der AEW-Veranstaltung All Out am 31. August 2019 zu enthüllen. Ebenfalls bei All Out wurden die beiden Teilnehmerinnen des ersten Titelmatches ermittelt. Nyla Rose durfte eine Casino Battle Royale mit 21 Teilnehmerinnen gewinnen und war somit die erste Teilnehmerin des Matches um den Titel. Ihre Gegnerin wurde in einem Match zwischen Riho und Hikaru Shida ermittelt, welches Riho gewinnen durfte. In der ersten Episode der AEW-TV-Show Dynamite am 2. Oktober 2019 fand das erste Titelmatch um die AEW Women’s World Championship statt, welches Riho schließlich für sich entscheiden durfte und so die erste Titelträgerin wurde.

## Liste der Titelträgerinnen

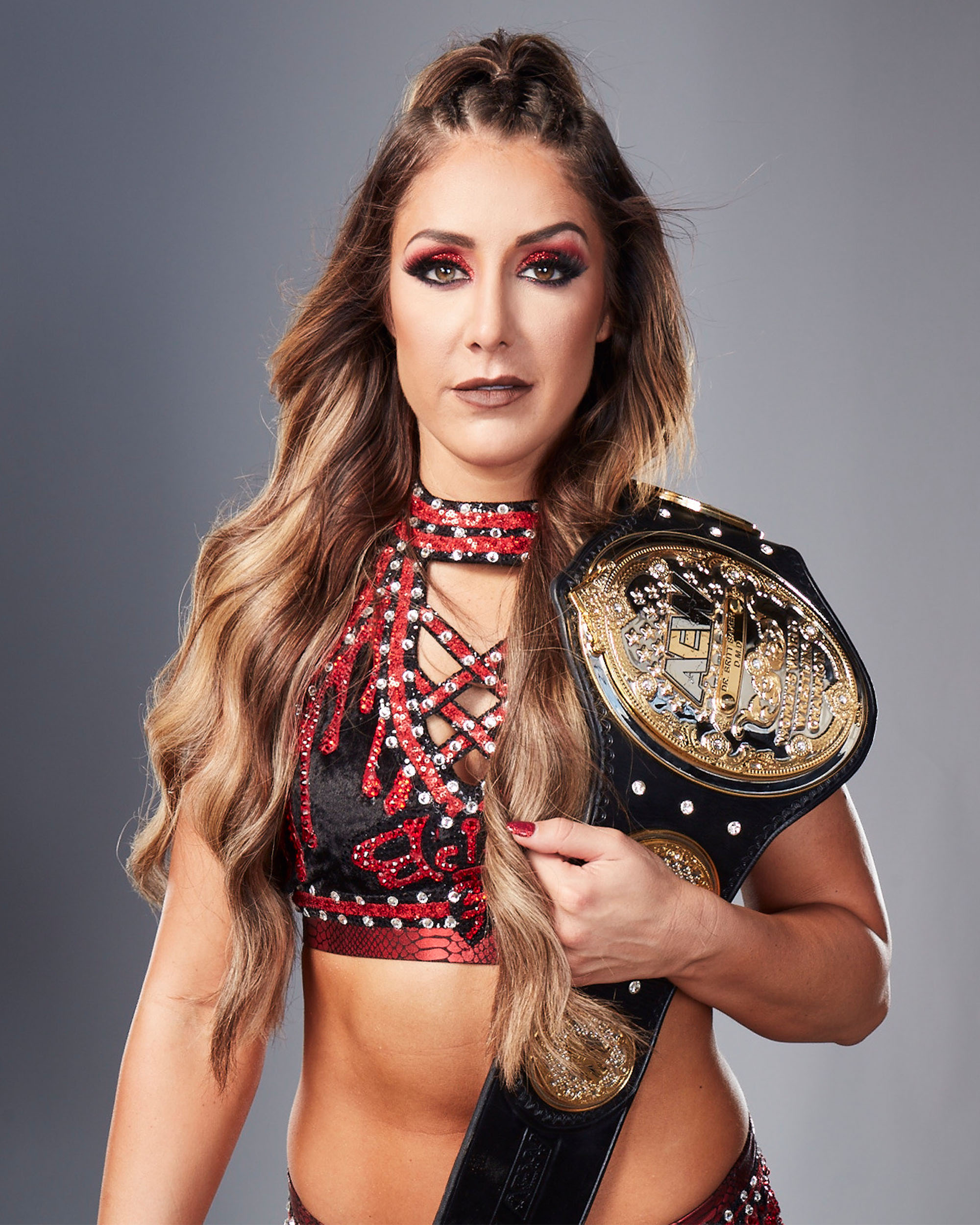
Dr. Britt Baker D.M.D. mit dem World Championship Gürtel (2021)

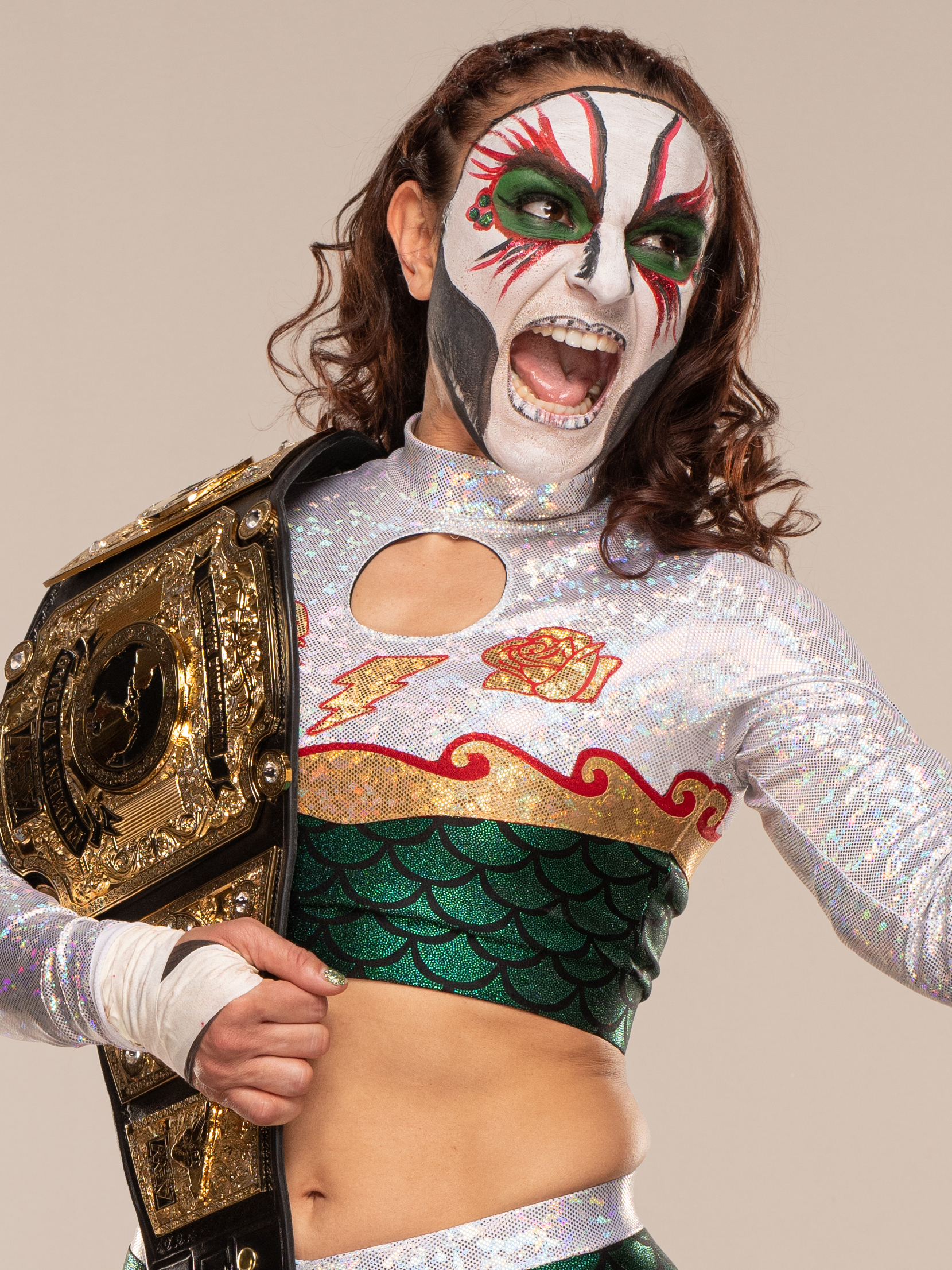
Thunder Rosa als World Champion (2022)

| #  | Titelträgerin            | Nr. | Tage   | Datum               | Ort                      | Veranstaltung                        | Anmerkung |
| -- | ------------------------ | --- | ------ | ------------------- | ------------------------ | ------------------------------------ | --- |
| 1  | Riho                     | 1   | 133    | 2. Oktober 2019     | Washington, D.C.         | Dynamite                             | Besiegte Nyla Rose, um den neu eingeführten Titel zu gewinnen. |
| 2  | Nyla Rose                | 1   | 101    | 12. Februar 2020    | Cedar Park, TX           | Dynamite                             | |
| 3  | Hikaru Shida             | 1   | 372    | 23. Mai 2020        | Jacksonville, FL         | Double or Nothing                    | |
| 4  | Dr. Britt Baker D.M.D.   | 1   | 290    | 30. Mai 2021        | Jacksonville, FL         | Double or Nothing                    | |
| 5  | Thunder Rosa             | 1   | 172    | 16. März 2022       | San Antonio, TX          | AEW Dynamite: St. Patrick‘s Day Slam | Thunder Rosa besiegte Dr. Britt Baker im Main Event der St. Patrick‘s Day Slam-Ausgabe. Dieser war ein Steel Cage-Match. |
| 6  | Toni Storm               | 1   | 76     | 004. September 2022 | Hoffman Estates, IL      | All Out 2022                         | Thunder Rosa musste ihren Titel aufgrund einer Verletzung aufgeben. Deswegen wurde bei All Out für die Zeit bis zu ihrer Rückkehr eine Interim-Championesse ermittelt. Dazu traten Toni Storm, Britt Baker, Jamie Hayter und Hikaru Shida in einem Fatal-4-Way-Match gegeneinander an. Toni Storm entschied dieses Match für sich und wurde somit zur Interim-Championesse gekürt. Bei der Dynamite-Ausgabe vom 23.11.2022 wurde verkündet, dass Thunder Rosa ihre Regentschaft endgültig aufgibt, wodurch der Reign von Toni Storm auch offiziell in die Historie von All Elite Wrestling aufgenommen wurde. |
| 7  | Jamie Hayter             | 1   | 190    | 019. November 2022  | Newark, NJ               | AEW Full Gear                        | Hayter besiegte Toni Storm bei Full Gear in einem Match um die Interim-Championship. Am 23. November 2022 wurde bei AEW Dynamite verkündet, dass Thunder Rosa, die offizielle Titelträgerin ihre Titelregentschaft aufgegeben hat und Jamie Hayter, die bis dato Interim-Championesse war, ab sofort die offizielle, neue Titelträgerin der AEW Womens World-Championship ist. |
| 8  | Toni Storm               | 2   | 66     | 28. Mai 2023        | Las Vegas, NV            | Double or Nothing                    | |
| 9  | Hikaru Shida             | 2   | 025    | 02. August 2023     | Tampa, FL                | AEW Dynamite „200“                   | |
| 10 | Saraya                   | 1   | 44     | 27. August 2023     | London, England          | All In                               | Dies war ein Fatal-4-Way-Match zwischen Saraya, Dr. Britt Baker D.M.D, Hikaru Shida und Toni Storm. |
| 11 | Hikaru Shida             | 3   | 39     | 10. Oktober 2023    | Independence, Missouri   | AEW Dynamite: Title Tuesday          | |
| 12 | „Timeless“ Toni Storm    | 3   | 281    | 18. November 2023   | Los Angeles, Kalifornien | AEW Full Gear                        | |
| 13 | „The Glamour“ Mariah May | 1   | 174    | 25. August 2024     | London, England          | AEW All In                           | |
| 14 | „Timeless“ Toni Storm    | 4   | 0 148+ | 15. Februar 2025    | Brisbane, Australien     | AEW Grand Slam Australia             | |

## Statistiken

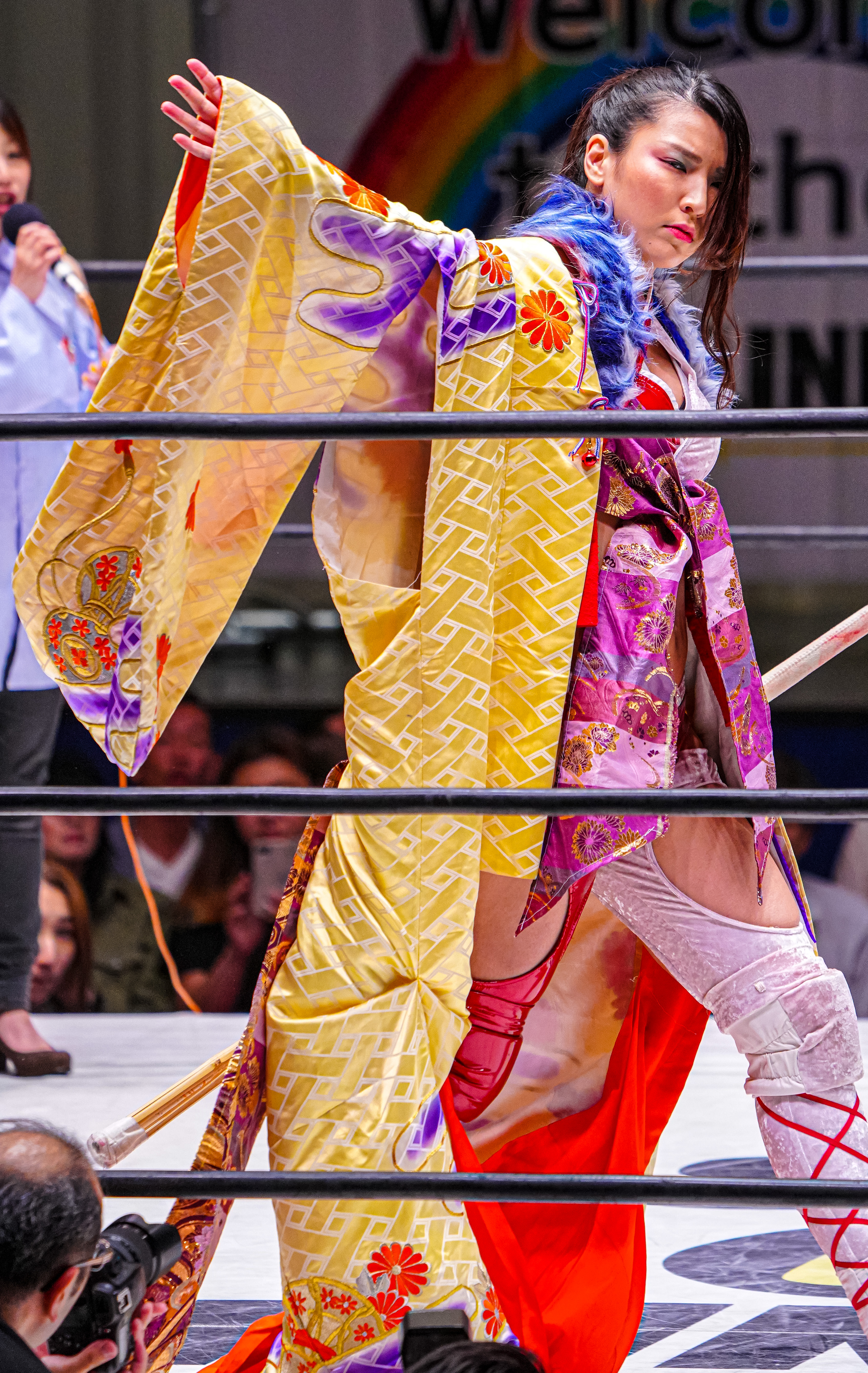
Hielt den Titel am längsten: Hikaru Shida (2019)

| Platz | Name                   | Anzahl | Verteidigungen | Tage insgesamt |
| ----- | ---------------------- | ------ | -------------- | -------------- |
| 1     | Toni Storm             | 4      | 17             | 0571+          |
| 2     | Hikaru Shida           | 3      | 9              | 436            |
| 3     | Dr. Britt Baker D.M.D. | 1      | 6              | 290            |
| 4     | Jamie Hayter           | 1      | 3              | 190            |
| 5     | Mariah May             | 1      | 7              | 174            |
| 6     | Thunder Rosa           | 1      | 6              | 172            |
| 7     | Riho                   | 1      | 4              | 133            |
| 8     | Nyla Rose              | 1      | 1              | 101            |
| 9     | Saraya                 | 1      | 1              | 44             |